# Partito Comunista Cinese
Il Partito Comunista Cinese (PCC), ufficialmente Partito Comunista della Cina (PCC) (中國共產黨T, 中国共产党S, Zhōngguó GòngchǎndǎngP) è un partito politico cinese fondato nel 1921, e, dal 1949 con la nascita della Repubblica Popolare Cinese, è il suo unico organo amministrativo e legislativo e la più alta autorità del paese.
È il partito che nel 1949 fondò la Repubblica Popolare Cinese e che a partire da tale data è de facto il detentore esclusivo del potere politico all'interno del Paese. Al 2022 contava oltre 98 milioni di membri ed è il secondo partito più grande del mondo per numero di iscritti dopo il Bharatiya Janata Party.

## Storia

### Le origini: il movimento del 4 maggio 1919
Il PCC nacque in uno dei momenti più difficili per la Cina, messa in ginocchio dall'imperialismo occidentale e giapponese e minacciata dalla disgregazione politica e dal potere di vari "signori della guerra". Proprio nella protesta che si sviluppò contro l'imperialismo giapponese possiamo vedere la nascita di quei fermenti politici che avrebbero portato alla sua costituzione.
Nel 1915 l'Impero giapponese aveva infatti presentato le sue "Ventuno richieste" alla Cina, che rompevano definitivamente con la politica della porta aperta e miravano a trasformare la Cina in una colonia di fatto. Il 4 maggio 1919, dopo che il trattato di Versailles aveva stabilito che gli ex-diritti tedeschi passassero ai giapponesi, manifestazioni scoppiarono in tutte le principali città della Cina. Questo Movimento del 4 maggio 1919 si spinse molto oltre i precedenti movimenti anti-imperialisti e si sviluppò su una linea indipendente dall'elaborazione politica che negli stessi anni veniva condotta da Sun Yat-sen, leader della rivoluzione Xinhai e fondatore della Repubblica di Cina contrapposta al governo giapponese. Sun riuscì inoltre a rivitalizzare il partito nazionalista del Kuomintang (KMT), da lui fondato nel 1912 assieme a Song Jiaoren.
In questo periodo la più grande organizzazione marxista in Cina era il Partito Socialista Cinese fondato a Shanghai nel 1911 da Jiang Kanghu e con l'accademico e bibliotecario Li Dazhao tra i suoi principali esponenti, a Tientsin. Il Partito Socialista aveva aderito all'Internazionale Comunista ma a causa dei contrasti fu espulso.
Tra i principali animatori delle proteste c'era il giornalista Chen Duxiu, che nel 1915 aveva fondato il periodico Gioventù nuova. Sulla sua onda all'interno delle università si affermava un movimento di rinnovamento culturale che predicava l'eguaglianza, promuoveva l'istruzione di massa, aggrediva la morale confuciana su cui aveva poggiato per millenni l'organizzazione sociale della Cina, il culto della gerarchia, dell'autorità e della famiglia. Intellettuali e nuovo proletariato urbano trovarono il loro punto di riferimento non tanto nella democrazia europea e americana e nella modernizzazione giapponese, che erano state la fonte d'ispirazione di Sun Yat-sen, quanto piuttosto nella rivoluzione d'ottobre scoppiata nella Repubblica russa di Kerenskij nel 1917.
A differenza di quanto avvenuto in Occidente e in Russia, il movimento comunista cinese non nacque da una scissione e dalla frattura con una precedente tradizione socialdemocratica, ma direttamente sotto l'influenza dell'Unione Sovietica.
A seguito del crescente sentimento antimperialista tra i giovani cinesi, Li Dazhao fondò a Pechino la "Società della Cina giovane" e nell'ottobre del 1918 organizzò la "Società per lo studio del marxismo" all'interno della biblioteca universitaria della capitale cinese, dove un giovane Mao Zedong si era trasferito da poco per lavorare come assistente bibliotecario.
Li Dazhao ebbe un ruolo importante nel Movimento del 4 maggio 1919 e sfruttò le dimostrazioni studentesche per diffondere gli ideali marxisti e della rivoluzione d'ottobre. A seguito dei moti di protesta, cominciarono a comparire in Cina nuovi circoli operai, associazioni per lo studio del marxismo e leghe sindacali.
Grazie al suo interesse per le lotte operaie al suo giornale Meizhou Pinglun ("Critica settimanale"), Li Dazhao riuscì a ottenere abbastanza consensi per fondare il primo gruppo politico di marxisti nel maggio del 1920 e a creare così le fondamenta del Partito Comunista Cinese.

### Nascita del partito e primi congressi nazionali
Nel 1921, il PCC venne fondato nella Concessione francese di Shanghai da Li Dazhao e Chen Duxiu sulla base della teoria avanguardista di Lenin.

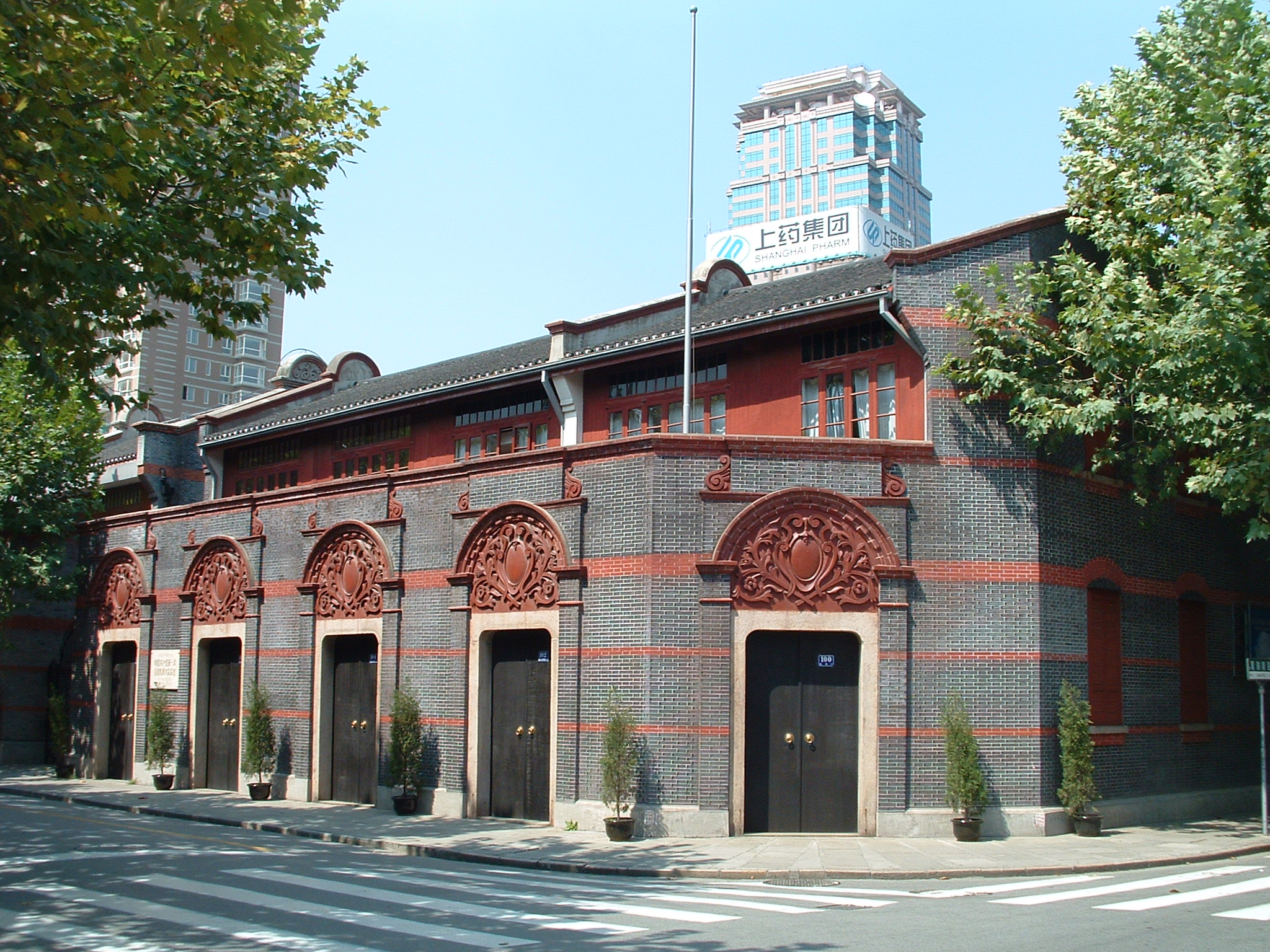
Sito del I Congresso nazionale del PCC a Shanghai, oggi sede di un museo

Tra il 23 e il 31 luglio dello stesso anno si tenne il I Congresso nazionale del Partito Comunista Cinese, al quale parteciparono dodici delegati e la cui sede fu spostata da Shanghai in un'imbarcazione sul lago Nan Hu nello Jiaxing. Durante il congresso, fu stilata la prima Costituzione del partito e furono fissati gli obiettivi principali da raggiungere: il rovesciamento della borghesia e l'eliminazione delle distinzioni classiste attraverso l'esercito rivoluzionario del proletariato e la lotta di classe, l'istituzione della dittatura del proletariato e la nazionalizzazione dei mezzi di produzione. Il Partito elesse inoltre il primo Comitato centrale e nominò Chen Duxiu alla segreteria.
Tra il 16 e il 23 luglio 1922, il PCC organizzò il suo II Congresso nazionale a Shanghai: fu approvata l'iscrizione all'Internazionale Comunista e fu redatta una dichiarazione nella quale si analizzava la natura semi-coloniale e semi-feudale della società cinese e si rafforzavano gli ideali leninisti. Al termine dei lavori, Chen Duxiu fu riconfermato segretario del Comitato centrale.

### Alleanza con Sun Yat-sen
La posizione dell'Internazionale Comunista per quanto riguarda i Paesi colonizzati, che fu fatta propria dai cinesi, chiedeva ai nascenti partiti comunisti di cercare l'alleanza con la borghesia nazionale per affrontare la lotta per l'indipendenza. Si pensava che la rivoluzione comunista doveva essere preceduta da una rivoluzione democratico-borghese, che avrebbe spazzato via ogni residuo di feudalismo e gettato le basi di un'economia moderna.
Inevitabilmente questa posizione portò alla ricerca di un accordo con Sun Yat-sen. L'autorità centrale andava infatti scomparendo dopo la morte di Yuan Shikai, il secondo presidente della Repubblica di Cina che aveva cercato con un colpo di mano di farsi proclamare imperatore, ma aveva fallito. Le stesse potenze straniere si trovarono in difficoltà, in quanto era impossibile imporre la propria volontà a un governo che non esisteva più. La Cina cadeva a poco a poco nelle mani di banditi e signori della guerra, tanto i comunisti che Sun Yat-sen volevano porre fine a questo stato di cose.
Nel gennaio 1923 Sun Yat-sen si decise a incontrare il delegato sovietico Adol'f Ioffe e ne scaturì la dichiarazione Sun-Ioffe: i sovietici ammettevano l'impossibilità di instaurare per il momento un governo comunista in Cina e si impegnavano a dare tutto il loro appoggio alla realizzazione dell'indipendenza e dell'unità nazionale del Paese. Poco dopo il Manifesto programmatico del Congresso del Kuomintang affermava tre indirizzi politici: alleanza con l'Unione Sovietica, cooperazione con i comunisti e aiuto ai contadini e agli operai. Di conseguenza, nel 1924, il KMT e il Partito Comunista Cinese formarono il Primo Fronte Unito.

### Guerra civile

Bandiera dell'Armata Rossa Cinese dei Contadini e dei Lavoratori

Finché fu in vita Sun Yat-sen, comunisti e nazionalisti lavorarono assieme per portare a termine quella che l'Internazionale comunista giudicava una "rivoluzione democratico-borghese". Nel 1926 il Kuomintang e il Partito Comunista iniziarono insieme la Spedizione del Nord per riunificare la Cina contro i signori della guerra del Governo Beiyang. Con l'appoggio dell'Unione Sovietica, il Fronte riuscì a sconfiggere i nemici avanzando da Canton verso il fiume Azzurro, e successivamente si schierò contro i colonialisti britannici. Questi ultimi cedettero le loro concessioni a Hankou e Jiujiang ma si prepararono a difendere il loro settore a Shanghai. Tuttavia nel 1927 il militare Chiang Kai-shek prese il potere sul governo di Canton e sul KMT e dopo aver usato i militanti del PCC per conquistare Shanghai, Chiang attuò un sistematico massacro dei comunisti e dei militanti della sinistra del suo stesso partito. Il costo in termine di materiale e di vite umane pagato dal PCC fu assai elevato e il nuovo governo nazionalista di Chiang a Nanchino continuò a perseguire epurazioni. Il primo fronte unito si sciolse definitivamente nel 1927 e subito dopo i comunisti diedero vita alla rivolta di Nanchang, uno dei primi scontri armati tra il KMT di Chiang Kai-shek e il PCC che vide la nascita dell'Armata Rossa Cinese. A settembre Mao Zedong guidò la rivolta del raccolto autunnale nello Hunan e nel Jiangxi, mentre l'11 dicembre 1927, i comunisti scatenarono un'insurrezione a Canton, rapidamente repressa nel sangue.
Il declino dell'apparato organizzativo urbano del PCC portò a cambiamenti istituzionali interni: all'indomani del V Congresso nazionale del 1927, il partito adottò il centralismo democratico come metodo per organizzare i partiti rivoluzionari e istituì un Politburo. Il risultato fu un incremento della centralizzazione del potere all'interno del PCC e a ogni livello i comitati permanenti ottennero il controllo effettivo.Il V Congresso criticò Chen Duxiu per i suoi errori deviazionisti di destra ma non propose alcuna misura correttiva. Tra gli obiettivi fissati, vi erano l'avvio di una rivoluzione agricola e l'istituzione del potere democratico rurale rivoluzionario, ma il Congresso non fu in grado di avanzare programmi specifici per soddisfare la richiesta di terreni da parte dei contadini.
Il PCC fu attraversato da un'intensa lotta fra due linee mentre Mao Zedong, allora un membro del Comitato centrale, cercava di far prevalere la propria linea militare della "guerra popolare" su quella giudicata "di destra" e su quella degli esponenti comunisti più o meno vicini al trotskismo.
Benché fosse stato riconfermato segretario generale al termine del V Congresso del partito, Chen Duxiu venne deposto da una turbolenta riunione del Comitato centrale per la sua inadeguatezza al comando delle forze militari comuniste nell'affrontare il Kuomintang.
Il VI Congresso nazionale, tenutosi a Mosca nel 1928 con il sostegno del Comintern, vide l'elezione di Xiang Zhongfa alla segreteria e la crescente influenza dell'amico Li Lisan.  Dopo le dimissioni di Chen Duxiu, Li Lisan fu in grado di assumere de facto il controllo del partito, ma la sua leadership portò il PCC verso lo scioglimento. L'Internazionale comunista intervenne per fermare le politiche di Li e, verso la fine del 1930, fu espulso dal Partito.
Nel 1934, in piena guerra civile, l'Armata Rossa Cinese fu costretta a ritirarsi dallo Jiangxi per sfuggire alle truppe del KMT di Chiang Kai-shek. Mao Zedong guidò l'esercito comunista in una "lunga marcia" verso lo Shaanxi, dove a Yan'an il PCC poté riorganizzarsi e riprendere le forze.
Nel 1935, Mao Zedong divenne membro del Comitato permanente del Politburo e leader informale del PCC, con Zhou Enlai e Zhang Wentian, il capo formale del partito, come suoi deputati informali. Il conflitto con il KMT portò alla riorganizzazione dell'Armata Rossa e al controllo totale di essa da parte del PCC attraverso appositi dipartimenti politici. Nel 1937, il PCC e il KMT si trovarono costretti a collaborare nella seconda guerra sino-giapponese, formando il Secondo Fronte Unito che rimase formalmente attivo cinque anni dopo il termine della collaborazione nel 1940. Nonostante la loro alleanza formale, il PCC colse l'occasione per espandersi e prepararsi a uno scontro con il KMT, che nel 1939 iniziò a ostacolare l'espansione comunista in Cina. Tale situazione portò a frequenti scontri tra le forze comuniste e nazionaliste, placati però dal rifiuto di entrambe le parti di far scoppiare una guerra civile. Nel 1943, il PCC stava nuovamente espandendo il proprio territorio a spese del KMT.L'Impero giapponese fu sconfitto nel 1945 e, nel medesimo anno, l'Esercito Popolare di Liberazione aiutò l'Armata Rossa sovietica a liberare l'area settentrionale della Corea.
Sempre nel 1945, dopo essere stato per lungo tempo spogliato di tutte le funzioni, trionfò definitivamente la linea di Mao Zedong, il quale venne eletto presidente del Comitato centrale dal VII Congresso del partito tenutosi a Yan'an.

### Rivoluzione
Nel 1946, il Secondo fronte unito si sciolse e ripresero le tensioni tra il PCC e il KMT. L'Esercito Rivoluzionario Nazionale di Chiang Kai-shek era militarmente superiore grazie al sostegno degli Stati Uniti d'America, ma i comunisti potevano avvalersi dell'appoggio popolare.
Il 14 gennaio 1949, Mao Zedong propose un negoziato di pace mentre la sua armata stava avanzando verso Tianjin. Intanto, Chiang si dimise da presidente della Cina il 21 gennaio e fu sostituito dal generale Li Zongren, che accettò la proposta di Mao e annunciò il ritiro delle forze nazionaliste da Pechino.
Nell'aprile dello stesso anno, fu organizzata una conferenza di pace che tuttavia non ebbe i risultati sperati. Il governo di Li rifiutò le richieste di Mao e i comunisti risposero conquistando Nanchino, roccaforte nazionalista.
L'influenza comunista riuscì a espandersi velocemente nel territorio cinese e il 1º ottobre 1949, Mao Zedong proclamò la nascita della Repubblica Popolare Cinese. La guerra civile non terminò fino all'anno successivo, quando i nazionalisti furono costretti a ritirarsi nell'isola di Formosa dove istituirono una nuova Repubblica di Cina, con capitale Taipei.

### Prima fase del potere e rivoluzione culturale
Verso la fine del 1949, il Partito Comunista Cinese divenne il maggior partito politico al potere della Cina. Il PCC veniva chiamato "Kungchantang di Cina", il nome ufficiale standard con la traslitterazione Wade-Giles, prima dell'adozione del Pinyin nel 1958.Il PCC mantenne rapporti amichevoli con tutti i partiti comunisti del mondo, in particolare con l'URSS di Stalin. Tuttavia, dopo la morte del dittatore sovietico nel 1953 e l'elezione di Nikita Chruščëv alla segreteria del PCUS, fu avviato in Unione Sovietica un processo di destalinizzazione volto a rivalutare e criticare il periodo stalinista. Il Partito Comunista Cinese, aiutato da Stalin durante la guerra civile, fu contrario a ciò che fu definito come un "Revisionismo del marxismo" e considerò lo stalinismo come un modello ideale per applicare il socialismo in Cina. In seguito all'intervento sovietico nella rivoluzione ungherese del 1956, alle nuove politiche ideologiche e internazionali dell'URSS, i rapporti con la Cina divennero sempre più tesi e portarono a una vera e propria crisi sino-sovietica.

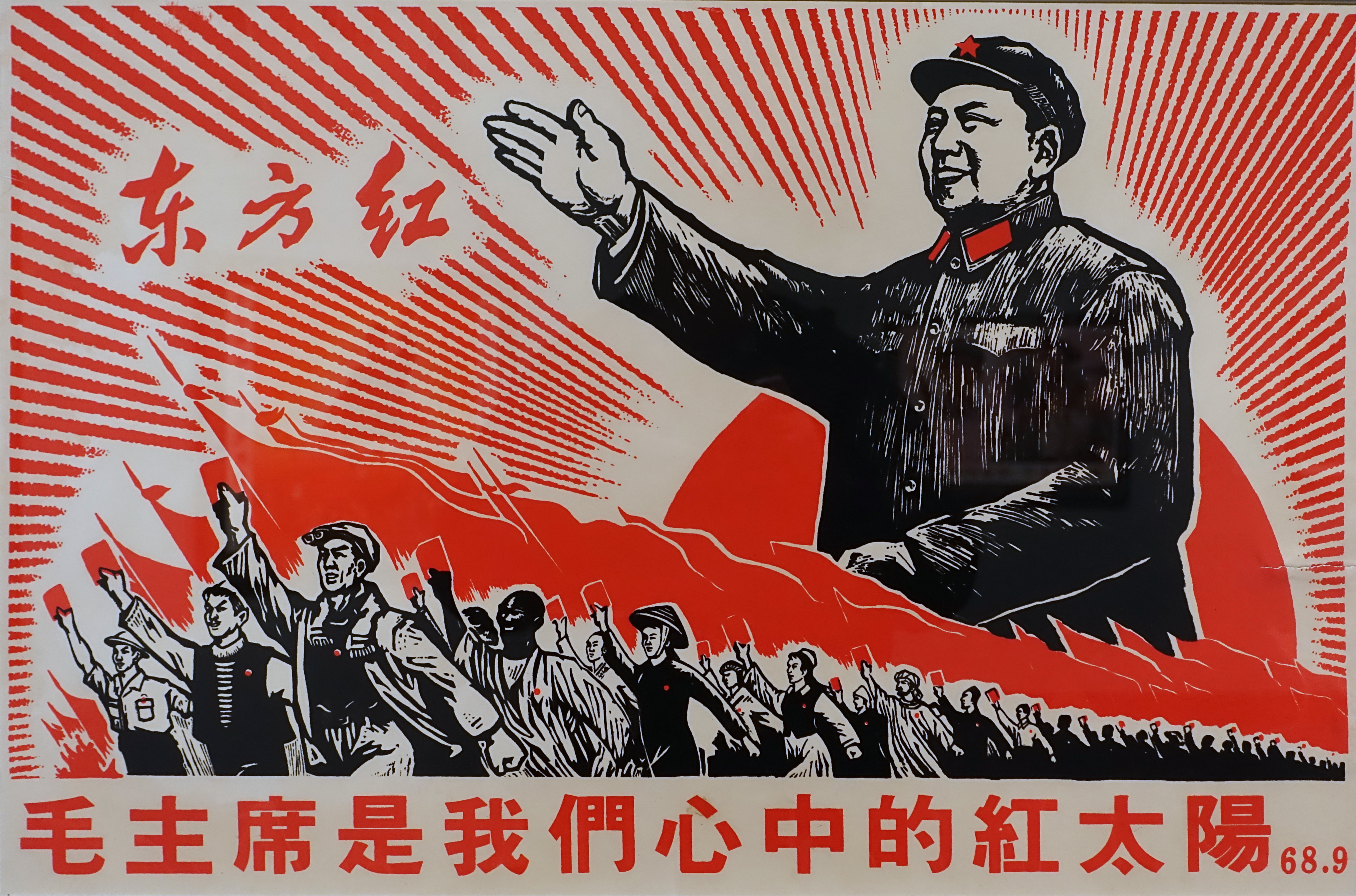
"Il presidente Mao è il Sole rosso nei nostri cuori", manifesto di propaganda del 1968

Mentre i principali partiti comunisti si allinearono con Mosca, altri si schierarono con la Cina criticando il "revisionismo sovietico". Tra i partiti al potere che ebbero rapporti amichevoli con il PCC vi erano il Partito del Lavoro d'Albania, il Partito Comunista della Birmania, il Partito Comunista del Vietnam, il Partito Rivoluzionario del Popolo Lao, il Partito Comunista di Kampuchea e il Partito del Lavoro di Corea. Inoltre, in questo periodo nel mondo sorsero diversi partiti di matrice maoista, come il Partito Marxista-Leninista Italiano e il Partito Comunista di Spagna (ricostituito).
Per le sue politiche, il Partito Comunista Cinese si ispirò al modello sovietico, in particolare quello stalinista, introducendo i piani quinquennali e un'economia pianificata. Tra il 1958 e il 1961, il PCC attuò il "grande balzò in avanti" per trasformare rapidamente la Cina agricola in una potenza industriale, ma tali riforme si rivelarono disastrose e furono une delle cause della Grande carestia cinese. Mao rinunciò alla carica di Presidente della Repubblica nel 1959, conservando quella di Presidente del Partito, e al suo posto fu eletto il moderato Liu Shaoqi. Il piano fu bloccato nel 1961 dal IX Plenum dell'VIII Comitato centrale e fu ripristinata la situazione precedente al 1958. All'interno del PCC avvenne una spaccatura: alcuni leader accusavano la burocrazia di essere stata troppo zelante nell'applicare le riforme, mentre altri vedevano il fallimento come una prova della necessità di avvalersi maggiormente degli incentivi materiali e degli esperti per lo sviluppo economico, fattori che non erano stati considerati da Mao. Intanto, Liu Shaoqi e Deng Xiaoping (Segretario Generale del Partito) si occuparono di restaurare l'economia con politiche meno radicali.
Mao Zedong vide il suo ruolo ridimensionato e iniziò a temere la perdita del proprio controllo sul PCC e la Cina. Nell'agosto 1966, Mao annunciò quindi la Grande rivoluzione culturale proletaria "contro i borghesi infiltrati nel partito e nello Stato" all'XI Plenum dell'VIII Comitato centrale e iniziò a sostituire i quadri del PCC con persone più vicine al suo pensiero. I giovani maoisti di tutto il paese formarono le Guardie rosse e si mobilitarono contro le vecchie idee, i vecchi costumi, le vecchie abitudini e la vecchia cultura. Il Libretto Rosso con le principali citazioni di Mao Zedong divenne uno dei simboli della rivoluzione culturale e numerosi accademici furono uccisi. Gli stessi quadri e dirigenti del PCC mutarono, mentre tutto il partito si lanciava nella critica del revisionismo interno e dell'Unione Sovietica. Nel 1967, Liu Shaoqi e Deng Xiaoping furono rimossi dal Politburo mentre i comitati locali di partito vennero disciolti e restaurati più volte. Nel 1968, Mao riunì il Comitato centrale per rifondare il PCC e ottenere un maggiore controllo sul partito. Intanto, la situazione interna divenne sempre più instabile e sanguinosa e nel 1969 il IX Congresso nazionale del partito cercò di ristabilire l'ordine. Nel 1976, Mao morì e fu sostituito da Hua Guofeng come premier della Repubblica Popolare Cinese e presidente del Partito Comunista Cinese.

### Breve leadership di Hua Goufeng
Il 6 ottobre 1976, Hua ordinò l'arresto della "Banda dei Quattro" con l'accusa di aver orchestrato un colpo di Stato. Il gruppo era formato da quattro politici del PCC che erano diventati molto potenti durante gli anni della rivoluzione culturale e che furono i principali mandanti delle devastazioni compiute in quel decennio.
L'XI Congresso nazionale del Partito Comunista Cinese del 1977 vide la riconferma di Hua Guofeng alla presidenza del partito e il ritorno di Deng Xiaoping nel Comitato centrale. Durante i lavori, fu dichiarata conclusa l'esperienza della rivoluzione culturale con la critica alla "Banda dei Quattro" e fu attuata una politica di revisione. Il Congresso ribadì inoltre che l'obiettivo principale del PCC post-Mao era quello di rendere la Cina uno stato socialista potente e moderno entro la fine del XX secolo.
Hua Guofeng seguì il principio dei "Due qualunque" ("sosterremo risolutamente qualunque politica di Mao, seguiremo decisi qualunque istruzione data da Mao") e nei luoghi pubblici il suo ritratto cominciò a essere affiancato a quello di Mao Zedong. Tuttavia, Deng Xiaoping iniziò ad assumere sempre più influenza all'interno del PCC e nel 1980 cedette la carica di premier a Zhao Ziyang, sostenitore di Deng. Nel 1981, Hua fu sostituito come presidente del partito da Hu Yaobang, vicino a Deng, e rimase all'interno del Comitato centrale.

### Deng Xiaoping e il Socialismo con caratteristiche cinesi

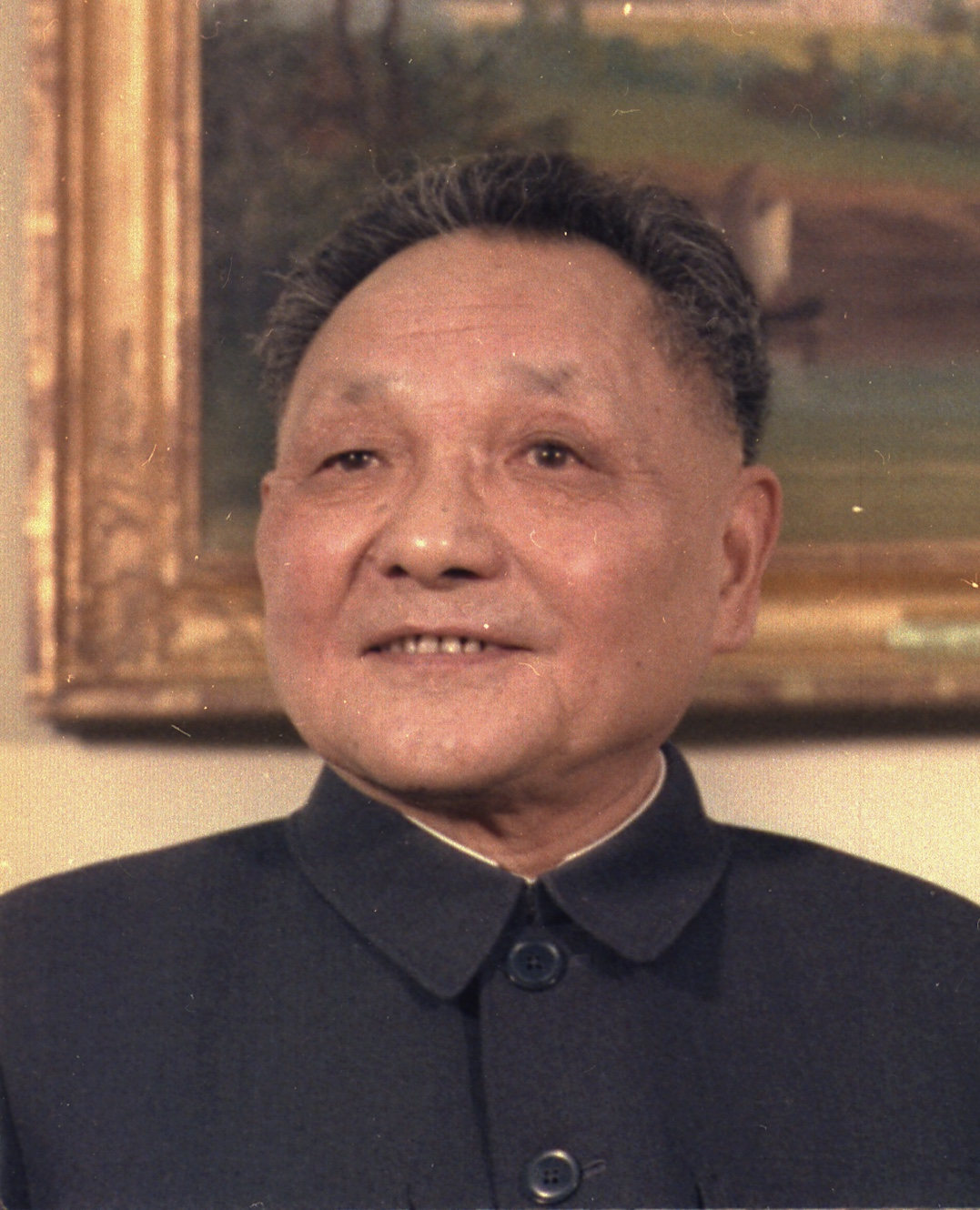
Deng Xiaoping

Nel 1981, Deng Xiaoping prese de facto le redini del PCC e della Cina, un paese devastato dal Grande balzo in avanti, ancora sostanzialmente agricolo e arretrato, distante dai traguardi raggiunti dalle economie occidentali. Deng decise quindi di attuare delle riforme strutturali nel Paese e varare un nuovo sistema economico all'interno del solco socialista: il cosiddetto "Socialismo con caratteristiche cinesi", raggiungibile attraverso le "Quattro modernizzazioni" (agricoltura, industria, scienza e tecnologia, apparato militare). La nuova ideologia fu annunciata nel 1982 da Deng nel XII Congresso nazionale del Partito Comunista Cinese e prevedeva il passaggio dall'economia pianificata a un sistema ibrido che lasciasse spazio anche all'iniziativa privata, mantenendo comunque la leadership del partito. Nel 1984, Deng affermò che la Cina si trovava nella prima fase verso il comunismo, ovvero il socialismo, e doveva quindi sviluppare le proprie forze produttive e accumulare denaro, applicando però le teorie marxiste al contesto cinese e al mondo globalizzato del XX secolo. Inoltre, Deng individuò l'arretratezza della Cina nella sua chiusura verso gli altri paesi e perciò decise di aprire l'economia cinese a investimenti stranieri. Per quanto riguarda l'apertura al mercato, il leader cinese affermò che era capitalista se aveva fini capitalisti; mentre era socialista, se veniva utilizzato per affermare successivamente il comunismo.
La nuova linea dettata da Deng portò a una rapida crescita economica e a migliori relazioni diplomatiche con gli stati occidentali. Ciò comunque incontrò una certa ostilità all'interno del PCC stesso; la linea di Deng risultò definitivamente vincente al Comitato centrale dell'ottobre 1984 e nel 1985 circa 60 000 oppositori del "nuovo corso" vennero espulsi. L'ideologia di Deng, tuttavia, continuò a essere contestata sia dai maoisti sia da coloro che sostenevano la liberalizzazione politica. Assieme ad altri fattori sociali, come l'Autunno delle Nazioni e le richieste di democrazia da parte degli studenti universitari, i conflitti culminarono nella protesta di piazza Tienanmen del 1989. Le manifestazioni furono represse con violenza e Deng affermò nuovamente la propria leadership sul Partito e sulla nazione.

### Jiang Zemin e Hu Jintao
Nel 1992, il segretario generale Jiang Zemin elogiò i risultati ottenuti con la "teoria di Deng Xiaoping" e introdusse il concetto di "economia socialista di mercato" in occasione del XIV Congresso nazionale del Partito Comunista Cinese. In seguito alle dimissioni e all'uscita dalla scena politica di Deng Xiaoping, nel 1993 Jiang divenne il nuovo leader della Cina e continuò la maggior parte delle politiche avviate dal predecessore.  Nel 1997, il XV Congresso nazionale incluse il pensiero di Deng tra le ideologie ufficiali del PCC citate all'interno della Costituzione del Partito.
La nuova direzione di Jiang Zemin favorì un'apertura ancora maggiore al libero mercato, provocando al contempo una forte crescita economica, ma anche nuovi e sempre più acuti squilibri sociali. In particolare l'elaborazione teorica di Jiang delle "tre rappresentanze" incoraggiò il Partito a rappresentare "le direzioni e le richieste di sviluppo delle forze produttive avanzate, gli orientamenti di una cultura avanzata e gli interessi fondamentali della maggior parte del popolo cinese". La teoria legittimò inoltre l'ingresso di imprenditori privati ed elementi borghesi all'interno del Partito. La dottrina di Jiang fu introdotta nel Costituzione del Partito durante il XVI Congresso nazionale del 2002 come una "ideologia guida". Durante i primi anni del nuovo millennio avvenne anche una sorta di "alleggerimento" ideologico che permise di riaprire stabili e, per certi aspetti, proficui contatti con il Kuomintang a partire dal 2003.
Nel 2002, a Jiang successe Hu Jintao. Al contrario dei predecessori, Hu pose l'enfasi sulla leadership collettiva e si oppose alla dominanza di un solo uomo all'interno del sistema politico. Tuttavia, il nuovo leader cinese si trovò davanti un'economia in impetuosa crescita, la cui gestione caotica aveva però dato vita agli squilibri e alle tensioni sociali di cui sopra. Al XVII Congresso del partito tenutosi nel 2007 Hu fece includere nella Costituzione del PCC la propria "prospettiva scientifica dello sviluppo", volta a creare una "società socialista armoniosa" e che mira quindi a mantenere le riforme pro-capitaliste, ma in modo più ordinato del passato.

### Ascesa di Xi Jinping e scandalo "Bo Xilai"

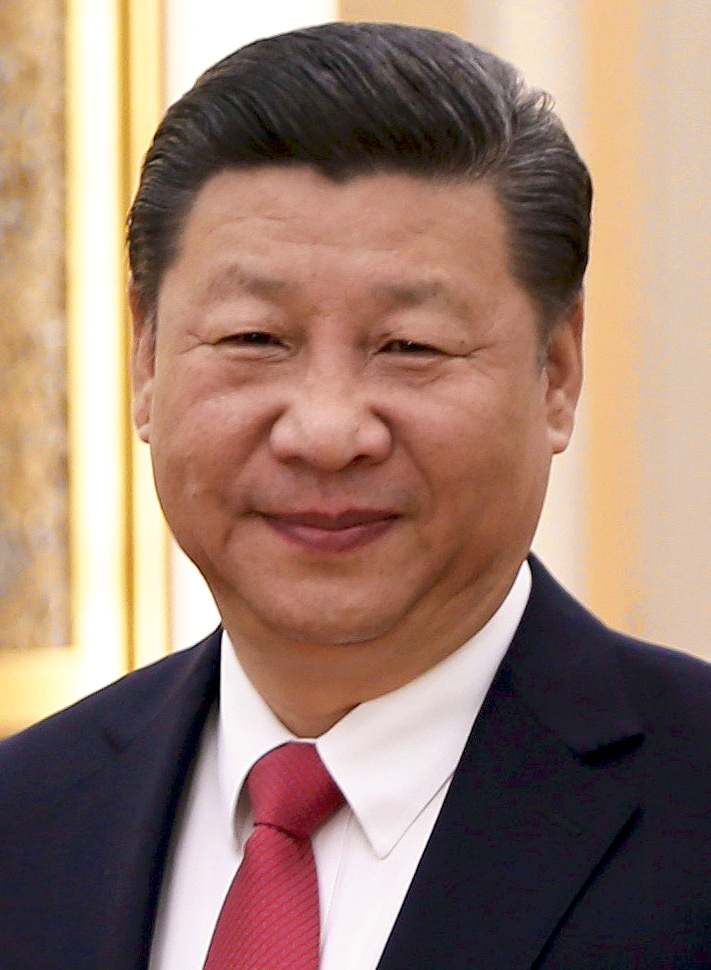
Xi Jinping nel 2017

Tra l'8 e il 15 novembre 2012, si tenne a Pechino il XVIII Congresso nazionale, durante il quale furono discussi gli esiti delle politiche di Hu Jintao e fu inclusa la prospettiva scientifica dello sviluppo tra le ideologie ufficiali del Partito. In seguito al rinnovo dei vertici dei principali organi del Partito, il vicepresidente della Repubblica Popolare Cinese Xi Jinping fu eletto segretario generale del nuovo Comitato centrale e divenne capo della Commissione militare centrale. Subito dopo la chiusura del congresso, il segretario iniziò a delineare la nuova linea politica che avrebbe seguito il PCC durante la sua leadership, basata sulla valorizzazione dell'esercito e la storia del Paese nonché alla realizzazione del "sogno cinese", ovvero quello del "grande ringiovanimento della nazione" e dell'affermazione della Cina come superpotenza mondiale.
Nel 2013, Xi fu eletto Presidente della Repubblica dal Congresso nazionale e iniziò così a consolidare il proprio potere. Il PCC accentuò i propri ideali nazionalisti, intensificò la campagna contro la corruzione e i nemici del partito ma si aprì maggiormente al mercato: il Comitato centrale permise infatti a Xi Jinping di varare una serie di riforme economiche importanti che, nel contesto del socialismo con caratteristiche cinesi, enfatizzarono il ruolo del settore privato dell'economia per la realizzazione del sogno cinese.
Una delle prime questioni affrontate dalla nuova leadership del Partito è stato il processo di Bo Xilai, membro di spicco del PCC e presidente della sezione di Chongqing. Condannato all'ergastolo, fu accusato di corruzione e abuso di potere per aver protetto la moglie accusata dell'omicidio di un importante uomo d'affari britannico, dopo che Wang Lijun, capo della polizia di Chongqing, si era rifugiato nel consolato americano e aveva raccontato del coinvolgimento della moglie di Bo nell'omicidio. Si sospettò che Bo fosse stato vittima di una lotta di potere all'interno del Partito, dovuto alla sua forte influenza e dal consenso popolare a Chongqing a seguito delle sue politiche contro la corruzione che lo resero un rivale per la carriera di Xi Jinping, ma le sfere più alte del potere avevano già iniziato a criticare l'operato di Bo Xilai nella gestione del "caso Wang Lijun". Il 15 marzo 2012, Bo fu quindi sollevato dal suo incarico di capo del Partito a Chongqing e sospeso dal Comitato centrale e dal suo ufficio politico nell'aprile successivo. Con il proseguirsi delle indagini, fu espulso definitivamente dal PCC il 28 settembre successivo. Il 26 settembre 2013, Bo Xilai fu ufficialmente condannato all'ergastolo.

### Socialismo con caratteristiche cinesi per una nuova era
Tra il 18 e il 24 ottobre 2017, si tenne a Pechino il XIX Congresso nazionale del Partito Comunista Cinese e in tale occasione Xi Jinping delineò le basi del suo "Socialismo con caratteristiche cinesi per una nuova era" che arricchirebbe la continua l'applicazione del marxismo e delle ideologie ufficiali del PCC al contesto cinese,, aprendo sempre di più la Cina al mondo al mercato, ma allo stesso tempo valorizzerebbe le proprie tradizioni, mantenendo il sistema socialista e aumentando il controllo sul settore privato.
Xi Jinping fissò inoltre i due "obiettivi centenari": la conclusione dell'edificazione di una società moderatamente prospera entro il centenario del PCC nel 2021, e la trasformazione della Cina in un moderno stato socialista, democratico, prospero, avanzato e armonioso entro il centenario dalla nascita della Repubblica Popolare Cinese. Per raggiungere tali obiettivi, Xi propose il rafforzamento della leadership del Partito tramite un maggior controllo sull'Esercito Popolare di Liberazione e l'eliminazione degli ufficiali corrotti. Grande enfasi, inoltre, fu data al progetto di connessione infrastrutturale e commerciale della "Nuova via della seta".
Nel corso del primo mandato crebbe la sua influenza politica e Xi Jinping fu rieletto alla segreteria del Partito e fece includere il suo pensiero tra le ideologie ufficiali del PCC, divenendo così uno dei leader cinesi più potenti dopo Mao Zedong e Deng Xiaoping.

## Struttura
Le competenze, la composizione e la durata in carica di ciascun organo sono definiti dalla Costituzione del Partito Comunista Cinese. Il funzionamento del Partito è regolato dal principio leninista del centralismo democratico, e le elezioni dei principali organi avvengono con il voto segreto.

### Congresso nazionale

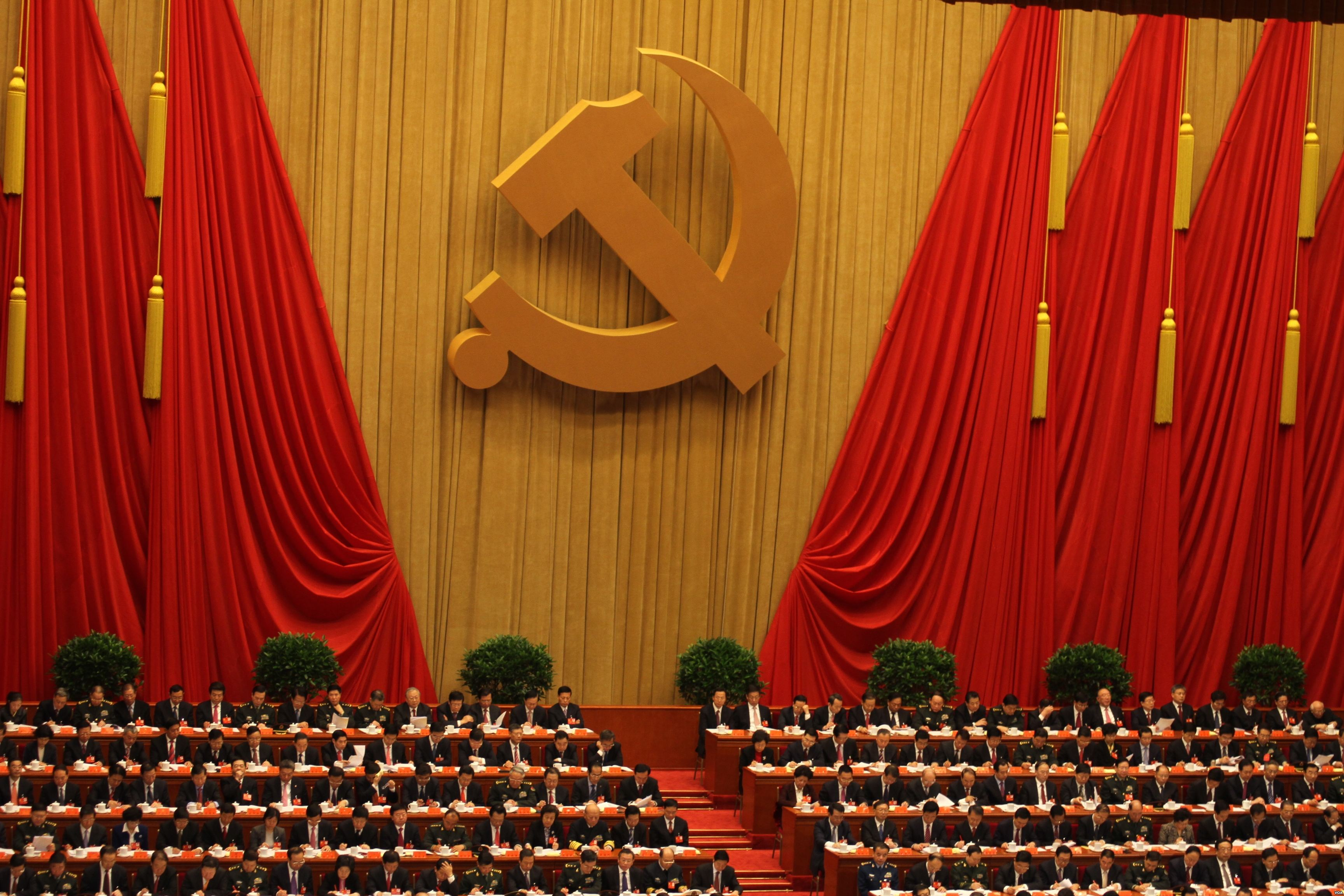
Seduta del XVIII Congresso nazionale del PCC, 2012

Il Congresso nazionale del Partito Comunista Cinese è il più importante organo del PCC e viene organizzato ogni cinque anni nella Grande Sala del Popolo di Pechino. Tra i compiti principali vi sono la revisione della Costituzione del Partito, l'elezione del Comitato centrale e della Commissione centrale per l'ispezione disciplinare, la discussione e la presa di decisioni riguardanti le più importanti problematiche interne del PCC. Dal 1921, il Congresso nazionale si è riunito per 20 volte, con l'ultimo tenutosi nel 2022.

### Comitato centrale
Quando il Congresso nazionale non è in sessione, il Comitato centrale (CC) rappresenta l'organo più potente ed è incaricato di applicare le risoluzioni congressuali, di dirigere il lavoro del PCC e di rappresentarlo nelle relazioni internazionali.
All'interno del CC sono presenti ulteriori organi che vengono eletti nelle sessioni plenarie, tra i quali:
- l'Ufficio politico, o Politburo, che esercita le funzioni del CC tra una sessione plenaria e un'altra e il cui potere si concentra nel Comitato permanente.[100] Ogni decisione significativa per il Paese viene presa dai membri del Politburo[101] che possiedono un potere equivalente a quello del vice primo ministro cinese.[102]
- Il Segretariato del Comitato Centrale, con il compito di eseguire il lavoro del Politburo e i cui membri sono nominati dal Comitato permanente e approvati in una sessione plenaria del CC.[100] È sotto la responsabilità del Segretario generale del Comitato centrale che presiede le riunioni del CC.[103]
- La Commissione militare centrale, con il compito di dirigere l'Esercito Popolare di Liberazione e il lavoro politico del Partito all'interno delle forze armate.[103][104]

### Organizzazioni locali e a livello primario
Il Partito possiede delle proprie sezioni in ogni suddivisione amministrativa della Cina: ciascuna di esse è organizzata internamente come al livello nazionale e rispetta una gerarchia stabilita dalla Costituzione del PCC.
Esistono delle organizzazioni di Partito anche all'interno di ogni azienda, comitato di villaggio, organo di governo, scuola, istituti di ricerca, organizzazioni sociali, compagnie dell'esercito e in ogni altra organizzazione dove sono presenti dei lavoratori. Ogni organizzazione a livello primario deve possedere almeno tre iscritti al PCC e possedere un proprio comitato. Le funzioni principali riguardano il contatto diretto tra il Partito e i lavoratori, la propaganda ideologica, il reclutamento di nuovi iscritti e la garanzia dell'applicazione delle direttive centrali.

### Commissioni per l'ispezione disciplinare
Il Partito Comunista Cinese è dotato a ogni livello di Commissioni per l'ispezione disciplinare che fungono da garanti della Costituzione del PCC. Hanno il compito di supervisionare il lavoro delle organizzazioni e degli iscritti del Partito, accogliere denunce ed esaminare casi di presunte violazioni e imporre sanzioni disciplinari.

### Organizzazioni giovanili

Simbolo della Lega

La Lega della Gioventù Comunista Cinese è il principale ramo giovanile del Partito e le relazioni con esso sono stabilite dallo Statuto del PCC. Viene definita come "una scuola per un grande numero di giovani dove si apprende, tramite la pratica, riguardo al socialismo con caratteristiche cinesi e al comunismo". L'organizzazione interna rispecchia quella del Partito e presenta quindi organi come il Comitato centrale e il Congresso nazionale. Fa parte della Federazione mondiale della gioventù democratica ed è aperta ai ragazzi di età compresa tra i 14 e i 25 anni che desiderano intraprendere una futura carriera all'interno del Partito.
L'organizzazione dei Giovani pionieri della Cina è subordinata alla Lega della Gioventù Comunista e prevede la partecipazione di bambini tra i 7 e i 14 anni.
Entrambe le organizzazioni sono state fondate sui modelli sovietici del Komsomol e dell'Organizzazione dei pionieri di tutta l'Unione.

## Dirigenti del partito

### Presidenti del Comitato centrale
- Chen Duxiu (1921-1927)
- Mao Zedong (1945-1976)
- Hua Guofeng (1976-1981)
- Hu Yaobang (1981-1982)

La carica di Presidente è stata abolita nel 1982 e i poteri riservati al presidente sono passati al segretario generale.

### Segretari generali
- Deng Xiaoping (1956-1966)
- Hu Yaobang (1982-1987)
- Zhao Ziyang (1987-1989)
- Jiang Zemin (1989-2002)
- Hu Jintao (2002-2012)
- Xi Jinping (dal 2012)[111]

## Ideologia
Nel corso della sua esistenza, il Partito ha spesso corretto il suo indirizzo politico e la sua struttura organizzativa per adattarsi ai mutamenti della società cinese. Tuttavia, il Partito non ha mai formalmente abbandonato l'ideologia del marxismo-leninismo, ma tale ideologia è stata "adattata" alle condizioni politiche, economiche, sociali e storiche del paese, divenendo di fatto qualcosa di molto diverso da quel che si potrebbe considerare un'ideologia marxista ortodossa.
La Costituzione del PCC definisce nel "Programma generale" le ideologie ufficiali che guidano l'azione politica del Partito e che sono state introdotte nel corso dei Congressi nazionali.
- Marxismo-leninismo: è considerato come ciò che ha rivelato "le leggi che governano lo sviluppo storico della società umana" e che guiderà la Cina verso la vittoria della propria causa socialista.[1]
- Pensiero di Mao Zedong: noto anche come "maoismo", combina le basi teoriche del marxismo-leninismo con la situazione della Cina prima e dopo la Rivoluzione.[1]
- Teoria di Deng Xiaoping: viene definita come una continuazione del maoismo e ha portato il PCC a concentrarsi maggiormente sullo sviluppo economico e sull'apertura al mondo.[112] Essa ha portato allo sviluppo del socialismo con caratteristiche cinesi ed è la guida principale del PCC.
- Teoria delle tre rappresentanze: amplia la Teoria di Deng Xiaoping e adatta il socialismo cinese alla situazione del nuovo millennio in modo da rafforzare il potere del Partito.[112]
- Prospettiva scientifica dello sviluppo: secondo la Costituzione del PCC, l'ideologia di Hu Jintao è una teoria scientifica che "incarna completamente la visione globale e il metodo di sviluppo marxista e rappresenta una conquista importante nell'adattamento del marxismo al contesto cinese".[112]
- Pensiero di Xi Jinping: rappresenta il "Socialismo con caratteristiche cinesi per una nuova era" ed è considerato come "l'ultima conquista nell'adattamento del marxismo al contesto cinese".[113]

## Attività
Dal 1949 il PCC è de facto l'unico soggetto dotato di potere politico e l'unico partito al governo. Sebbene infatti la Repubblica Popolare Cinese sia formalmente una repubblica – e sebbene esistano altri otto partiti autorizzati dalla legge – al 2015 il PCC occupa 2.157 seggi su 2.987 del Congresso nazionale del popolo, l'assemblea legislativa della Repubblica Popolare Cinese. Il Consiglio di Stato (l'organo che esercita il potere esecutivo) è composto interamente da membri di alto livello nella gerarchia del PCC. Lo stesso si può dire per tutte le cariche chiave in ambito politico, come il presidente della Repubblica o il Primo ministro.
Controlla diversi enti e organi, come ad esempio l'"All-China Federation of Trade Unions", federazione che raggruppa le organizzazioni sindacali dello Stato. L'apparato del partito politico a qualsiasi livello amministrativo controlla le organizzazioni sindacali al medesimo livello e i sindacati sono di fatto organi di governo. I funzionari sindacali, pur non essendo tecnicamente dipendenti pubblici, sono trattati come dipendenti statali, soggetti alle stesse regole amministrative e tabelle salariali, e con le loro retribuzioni e gli stipendi pagati dalla tesoreria dello Stato.

## Controversie
Il PCC è stato criticato da giornali, governi, politici ed associazioni no profit per il trattamento e la detenzione di massa degli uiguri (condannata anche dal Parlamento europeo) nello Xinjiang (vedi genocidio culturale degli uiguri e campi di rieducazione dello Xinjiang) e per la persecuzione del Falun Gong, con anche accuse di violazione dei diritti umani.
Fra le molte altre controversie a carico del PCC quella su Liu Xiaobo, vincitore del premio Nobel per la Pace nel 2010: appena saputo del premio, le autorità cinesi hanno posto agli arresti domiciliari la moglie di Liu, allo scopo di non permetterle contatti con i giornalisti stranieri.